# Michael Reese Hospital and Medical Center
Le Michael Reese Hospital and Medical Center est un hôpital situé dans le quartier de Bronzeville à Chicago (Illinois). Il est fondé en 1881.